# Otus insularis
Otus insularis là một loài chim trong họ Strigidae.